# شیلا فان دن بولک
میخائیلا ویلهلمینا آلیدا شیلا فان دن بولک RON (به هلندی: Sheila van den Bulk) هافبک زن فوتبال اهل کشور هلند است که همکنون در تیم دیوری گردن بازی می‌کند. او به همراه تیم ادو دن هاخ در لیگ برتر فوتبال زنان هلند بازی می‌کرد. وی در ۴ ژوئن ۲۰۱۴ نخستین بازی خود برای تیم ملی فوتبال زنان هلند را در یک بازی دوستانه مقابل تیم ملی فوتبال زنان آفریقای جنوبی انجام داد.
او به همراه تیم زنان هلند قهرمان جام ملت‌های اروپای زنان ۲۰۱۷ شد.

## اقتخارات

### ملی
هلند
- جام ملت‌های اروپای زنان: ۲۰۱۷
- جام آلگاروه: ۲۰۱۸[۲]